# 若林芽育
若林 芽育（わかばやし めぐみ、1974年8月14日 - ）は、日本のフリーアナウンサー、政治家。宇都宮市議会議員（1期）。

## 略歴
栃木県鹿沼市出身。文教大学情報学部卒業後の1997年、鹿児島放送に入社した。6年間アナウンサーを務める。退社後フリーアナウンサーとなりTBSテレビの『はなまるマーケット』の「とくまる」コーナーに不定期に出演した。
2004年からは地元のとちぎテレビに移り生放送番組のキャスターを務めた。栃木放送がとちぎテレビの子会社になってからはラジオパーソナリティなども務めた。
翌年の宇都宮市議会議員選挙出馬の準備のため、2022年12月をもってすべてのレギュラー番組を降板した。無所属で出馬し、2023年4月23日の投開票の結果5072票を獲得して候補者52名中5位で初当選した。

## 人物
- 身長：164cm、血液型：B型
- 趣味：飼い猫をきたえる。マッサージ屋さんでまどろむ。カフェで本や雑誌を読んだり、ボーッとする。芝居やスポーツを観る。ポラロイドカメラで写真を撮る。
- 特技：少女漫画風の似顔絵が書ける。

## 出演番組

### 現在
- なし

### 過去

#### KKB鹿児島放送
- KKBニュース
- 高校野球実況中継（3代目中継担当）
- KKBスーパーJチャンネル（サブキャスター、2000年4月3日 - 2002年12月27日）

#### TBSテレビ
- はなまるマーケット「とくまる」コーナーを不定期

#### とちぎテレビ
- 朝生とちぎ（月 - 水曜キャスター 2004年4月 - 2010年3月）
- NEWSとちぎの朝（メインキャスター 2010年4月 - 2013年3月）
- 東日本大震災時の報道特番（キャスター 2011年3月）
- イブニング6（サブキャスター 2013年4月 - 2016年4月）[6]
- 5じはんLIVE @home（月 - 金曜メインキャスター2016年4月 - 2017年3月）
- イブニング6 plus（月 - 金曜メインキャスター　2017年4月 - 2019年3月）
- ナイトニュース9 （水・木曜メインキャスター 2019年4月 - 2022年12月）

#### CRT栃木放送
- Accent（水曜パーソナリティ 2019年4月 - 2022年12月）
- CRTニュース（火曜担当 2020年4月 - 2022年12月）
- toy box（不定期 2019年4月 - 2022年12月）

#### RADIO BERRY
- 烏山城カントリークラブ presents ゴルフ iko!